# Goneokarella maculivenis
Goneokarella maculivenis är en insektsart som beskrevs av Ronald Gordon Fennah 1952. Goneokarella maculivenis ingår i släktet Goneokarella och familjen Derbidae. Inga underarter finns listade i Catalogue of Life.